# Dolomiti Superski
Dolomiti Superski (vollständig Federazione dei Consorzi di Zona degli Imprenditori Esercenti Impianti di Trasporto a Fune Dolomiti Superski, verkürzt Federconsorzi Dolomiti Superski) ist ein Verbund von zwölf Skigebieten in den Dolomiten, deren Skilifte und Pisten mit einem einzigen Skipass genutzt werden können. Der Sitz des im Jahr 1974 mit damals sechs Skigebieten vom Mailänder Rechtsanwalt Gianni Marzola gegründeten Konsortiums befindet sich in Runggaditsch in der Gemeinde Kastelruth (Südtirol). Während die ca. 130 Betreiber der Aufstiegsanlagen unternehmerisch unabhängig sind, agiert Dolomiti Superski als Koordinator: Buchung, Ticketverkauf und Marketing werden zentral gesteuert; die Erträge werden anschließend nach einem Verteilungsschlüssel, der den Qualitätswettbewerb unter den teilnehmenden Betreibern fördert, an die Mitglieder ausgeschüttet.
Im Jahr 2013 setzte der Verbund ca. 290 Millionen Euro um und beschäftigte etwa 3000 (Saison-)Mitarbeiter. Im Jahr 2012/2013 wurden vier Millionen Skipässe verkauft. Die Skigebiete von Dolomiti Superski verfügen nach eigenen Angaben über 460 Lifte mit einer Beförderungskapazität von 630.000 Personen pro Stunde und umfassen 1200 Kilometer Piste, die von 4700 Schneekanonen beschneit und 320 Pistenfahrzeugen präpariert werden. Damit war der Verbund bis 2016 der größte seiner Art in Europa und gehört mit dem Gründungsjahr 1974 zu den ältesten.
In einer Untersuchung des Schweizerischen Institut für Entrepreneurship (SIFE) der Hochschule für Technik und Wirtschaft Chur zur Rolle von Innovationen im Tourismus wird Dolomiti Superski als „Königsbeispiel für Kooperation“ bezeichnet und in der Best-Practice-Studie über den alpinen Tourismus untersucht. Das Kooperationsmodell von Dolomiti Superski wurde Vorbild für spätere Zusammenschlüsse wie beispielsweise Ski amadé.

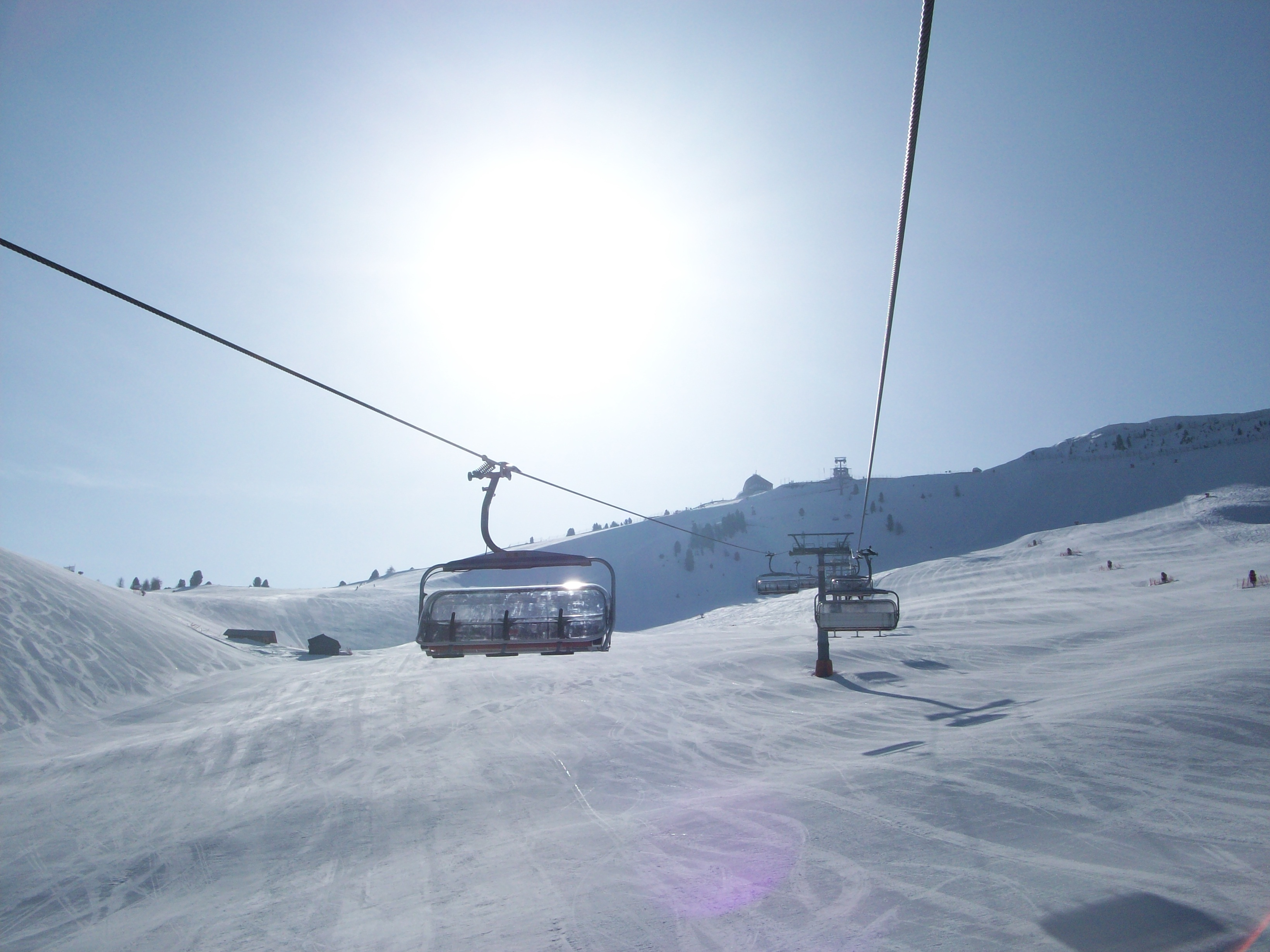
Teilstück der Saslong in Gröden (Südtirol).

Folgende zwölf Regionen haben sich zum Dolomiti Superski zusammengeschlossen:
- Cortina d’Ampezzo
- Kronplatz
- Alta Badia
- Gröden – Seiser Alm
- Fassatal – Skigebiet Carezza – Karersee
- Arabba – Marmolada
- Drei Zinnen, seit 1975
- Val di Fiemme – Obereggen (Ski Center Latemar), seit 1976
- San Martino di Castrozza – Passo Rolle, seit 1976
- Gitschberg-Jochtal – Brixen, seit 1979
- Alpe Lusia – San Pellegrino, seit 1984
- Civetta, seit 1993[6]

Im Gebiet des Liftverbundes befinden sich die Sellaronda und die angrenzende Gardena Ronda.